# Bella Goldmann
Stella Gabriella "Bella" Goldmann, född 23 augusti 1966 i Stockholm, är en svensk TV-journalist,  programledare, kommunikationskonsult, TV- och reklamfilmsproducent och pilot. 
Hon har studerat på Kulturvetarlinjen på Stockholms universitet samt  informationsvetenskap och masskommunikation på Institutionen för Journalistik och Medieforskning. 
Goldmann har varit programledare för Från koja till slott (TV3), Svart eller vitt (TV4) och Nyhetsmorgon från mitten av 1990-talet. Under 2004 arbetade Bella Goldmann som kommunikationskonsult åt Försvarsmakten.
År 2017 tillträdde hon en nyinrättad tjänst som strategi- och kommunikationsdirektör på Lidl Sverige. I november 2022 meddelade hon att hon skulle lämna Lidl.